# Рушевине цркве Свете Богородице-Свете Пречисте
Рушевине цркве Свете Богородице-Свете Пречисте се налазе у Кориши, насељеном месту територији општине Призрен, на Косову и Метохији. Представљају непокретно културно добро као споменик културе.
Рушевине цркве посвећене Богородици налазе се неколико стотина метара на исток од испоснице Светог Петра Коришког, у народу познате као „црква сестре Петра Коришког“. По предању, ту је била испосница Јелене, сестре Петра Коришког, која је дошла са братом да живи у испосништву. Брат је дао да се она сахрани у својој испосници. Остаци црквице су смештене на левој страни воденичког потока под стеном брега Чукаља (Сукаља). Цркву Св. Петра Коришког и ову повезује стаза која води преко потока. Црквица је била је прилепљена уз стену која се уздиже над њом у висини од готово 100 м. У југозападном углу налазила се „остава“ у стени.

## Основ за упис у регистар
Решење Покрајинског завода за заштиту споменика културе у Приштини, бр. 978 од 31. 12. 1965. г. Закон о заштити споменика културе 8Сл. гласник НРС б.р. 51/59).